# 馬渡松子
馬渡 松子（まわたり まつこ、1967年12月17日 - ）は日本の歌手。宮崎県北諸県郡三股町出身。
代表曲に『幽☆遊☆白書』のオープニング主題歌「微笑みの爆弾」、初代エンディング曲「ホームワークが終わらない」、2代目エンディング曲「さよならbyebye」、5代目エンディング曲「デイドリームジェネレーション」など。

## 人物
3歳よりピアノを始め、中学校ではフルートを担当し、速見浩に師事する。当時は「NHK交響楽団のフルート奏者になるのが夢だった」と後に語っている。高校では「吹奏楽部がなかったため」合唱部に所属し、千葉大学教育学部に進学するため上京。学業に専念しながら音楽サークルに所属。親族が、数学博士、情報科学教授、機械工学博士、また同世代親族では、アメリカのスタンフォード大学卒業し、アメリカで最先端技術に携わっている。その親族の中で一人音楽・芸術に携わっていた彼女は、小さい頃からのクラシック、ポップス、ロックを敬愛し、1987年より、プリンスに憧れパソコンに触れ、DTMという名前が生まれる前から音楽制作をしていた。その頃からオリジナル楽曲制作を始め、19歳の若さで、シングル曲、アルバムとなる曲を自作DTMでの編曲、プログラミングにより音楽業界にプレゼン。1990年、そのデモテープはそのままMSアーティスツプロダクツ（後のMSエンタテインメント）に評価され、2年間の修行にてDREAMS COME TRUEのバッキングコーラスとキーボードを21歳より兼任する。当時はステージネームとして「ティナ馬渡」と名付けられていた。
2年後、1990に事務所に所属となり、ヴァージン・ジャパンと契約し、1992年にメジャーデビュー。セカンドシングルがアニメ『幽遊白書』のオープニングテーマとなり、50万枚以上のセールスとなりブレイク。作曲、編曲、プログラミング、歌唱、レコーディングに関わるすべての工程を担当。
1996年にメディア・レモラス（ヴァージン・ジャパンから名称変更）とのレコード会社との契約が切れ、MSアーティストも退社。自身のレーベル「Pit'a Patレーベル」を設立し、『POPS』のアルバムより、精力的にライブ活動を行う。しかし、1996年の設立後に精神分裂病（統合失調症の当時の呼称）にかかり、声も出なくなり指も動かなくなり、ツアーを途中で打ち切り精神病院に入院。その後、強制送還で故郷の宮崎に帰り、実家で昆布巻きの内職をしていた。
その後、某楽器店のボーカル講師を始める。その後、楽器店他、声優俳優学校、アイドル事務所、ダンススクールなどのボーカル講師を務める。休止していたアーティスト活動を「Anime Japan 〜夏の陣〜」2011年より始め、東日本大震災を機に「生きる」をテーマに東北の復興支援ライブ活動なども含め全国を廻る。2013年に独立して、Pit'a Patボーカルスクールを設立。同年『アニメコネクト』という、引きこもりの若者の生きがいを助けるべく「地域、世代、音楽のジャンルを繋げる」をコンセプトにしたアニメソングでのイベントを第6回まで開催。ラストは宮崎県立劇場大ホールにてゲストを迎え、大盛況となる。同イベントのグランプリ獲得者には馬渡松子が楽曲提供を行い、自社レーベルよりリリース（2021年3月に再リリースとなり、大反響を得る）。2014年には被災地のラジオ局のパーソナリティーの方との共作『いつも私たちがいるよ』という復興義援金プロジェクト楽曲をリリース。2015年、ブラジル、サンパウロの『Anime Friends 2015』にゲスト出演。同年、宮崎ビジネスプランコンテストにて最優秀賞を獲得。また、『Pit'a Pat総合ミュージックスクール』を設立する。その後、拠点を関東に移し、横浜にてボーカル講師として再出発。同時期、「Smile Bomb」という、代表曲の英語名が登録商標に認定され、また、馬渡自身は統合失調症による障碍者2級の認定も厚生省から受ける。2019年、2度目の精神病院に入院となり、病院にて、書籍「基礎からのVocalメソッド」「Hospital〜ゴールのない空間〜」を執筆。翌年2冊出版する。
そこから、絵画やポエムなど、芸術の分野が開花していく。
2021年11月には、初のJazz Flute楽曲もリリース。
また、同年12月には、「Outside from inside」の現代音楽の英詞のピアノ弾き語りで「平和」を訴え、世界に注目を浴びる。現在（2022年）は横浜で一般財団法人Keep right の代表理事を務め、音楽・芸術の振興に携わっている。また、「メンタル心理ミュージックアドバイザー」「音楽療法カウンセラー」などの資格も持っており、その資格の下のレッスン、社会福祉における講演、その他に『芸術家が語るビジネス講義』という講演会も行っている。2022年3月、『如月-kisa-』名義で新たな音楽活動を開始。同年7月、ブラジルでの『Anime Friends 2022』出演を以てシンガー・馬渡松子の最後のステージとなり、総勢10万人以上のイベントの盛大なステージで幕を閉じた。また、2022年8月には、油絵が「日美展」に於いて入選、入賞を果たし国立新美術館に展示されている。
2022年に、デジタルのインスト楽曲の活動として、「Matsuko Mawatari」名義「cloud think」「Nostalgic」配信を開始。また、2023年2月には、馬渡松子の如月-kisa-名義で、初のピアノインストゥルメンタル「哀春の郷」をリリース。活躍の場をクラシックにも広げている。2023年11月には、「まっちゃんと仲間たち」という名義で、色んな境遇にある子供達など、全国各地の小・中学・高校の子供達と一緒に、『いじめをなくそう！みんな仲間だよ。』というテーマにて初のKid'sの曲「First Communication」をリリース。
2024年には、2013年に始めたアニソンコンセプト「アニコネ」にて、「アニソン本舗JAM」と一緒に「アニコネ　R:birth」にて横浜で復活を遂げる。

## ディスコグラフィー

### シングル
1. 君は今心臓破り（1992年5月21日）
2. 微笑みの爆弾（1992年11月6日）
3. P-U（1993年3月19日）
4. 基-motoi-（1993年11月19日）
5. Mr.プレッシャー（1994年4月21日）
6. デイドリームジェネレーション（1994年10月21日）
7. 帰りたい（1995年3月17日）
8. Passion in Energy（2018年4月10日） - 配信のみ
9. Urban Nature（2021年3月4日） - 配信のみ
10. いつも私たちがいるよ（2021年5月21日） - 配信のみ
11. ラビリンス(feat.Kaho & T-da)（2021年9月12日） - 配信のみ
12. M・R（馬渡松子Jazz session )（2021年10月31日） - 配信のみ
13. Outside from Inside（2021年11月23日） - 配信のみ
14. Heart Adge（2022年3月31日） - 配信のみ（如月-kisa-）
15. Beating（2022年3月31日） - 配信のみ（如月-kisa-）
16. Dreaming Star〜希望の星〜（2022年6月20日）-配信のみ（如月-kisa-)
17. cloud think（2022年11月23日）-配信のみ（Matsuko Mawatari）
18. Nostalgic（2022年11月23日）-配信のみ（Matsuko Mawatari）
19. 哀春の郷（2023年2月3日）-配信のみ（如月-kisa-）
20. To around the World（2023年6月3日）-配信のみ（如月-kisa-）
21. Ring（2023年6月3日）-配信のみ（如月-kisa-）
22. First Communication（2023年11月3日）（まっちゃんと仲間たち）
23. 鎮魂歌Part9（2024年5月）-配信のみ（Matsuko Mawatari）
24. Good travel（2024年6月）-配信のみ（如月-kisa-）
25. White flowerの祈り（2024年7月）-配信のみ（Matsuko Mawatari）
26. Parisienne（2024年8月）-配信のみ（如月-kisa-）

### アルバム
1. 逢いたし学なりがたし（1992年6月19日）
2. nice unbalance（1993年4月21日）
3. AMACHAN（1994年5月20日）
4. バラブシュカ（1995年4月21日）
5. POPS（1997年3月20日）
6. A.MA.KA.KE.RU（2001年5月15日）
7. 森羅万象（2001年10月22日）
8. POPS+（2005年12月17日）
9. re：Birth!（2008年6月15日）
10. KISEKI（2012年5月4日）
11. THE BEST OF MAWATARI MATSUKO（2013年11月20日）
12. SMILE☆POWER インストゥルメンタル M:Edition（2013年12月6日）
13. Break a Theory～縁～（2015年10月2日）（2016年、再販）
14. ネクタイ on the beat（馬渡松子 with クロブチブラザーズ）（2016年11月2日）
15. アニコネ「Song Provided by award」集（2021年3月6日） - 配信のみ
16. Love Legal（如月-kisa-）（2022年7月27日）

### その他
- E-ZEE BAND「Sunny Day Sunshine Love」background vocalとして参加
- みちくさ（「くのいち捕物帖」オープニングテーマ）
- 誰も行けない場所（「くのいち捕物帖」エンディングテーマ）
- Do it Now! 〜アニコネテーマソング〜（馬渡松子＆アニコネプロジェクト）

### 配信ミュージックビデオ
- WHO（2021年）
- 子宮で愛してる（2021年）
- 風のかたち（2021年）
- Life Style（2021年）
- hair cut（2021年）
- Luminous Pop（2021年）
- 性～sei～（2021年）
- 縁～enishi～（2021年）

### 楽曲提供
- 仙水忍（納谷六朗）「UNBELIEVABLE」
- 小池亜希子「一瞬は遠くまで」
- 南ちはる「WALK ON」
- 朱里-Syuri-「八色レインボー（feat. 馬渡松子）」
- 岩崎和々花「宇宙の中へ」
- 黒木まい「みゅーじっく〜いつも頑張っているあなたへ〜」
- サオリ「果てない空へ」
- MASHIRO「Electric Shock!」
- ヒダカダイキ「CALL TO MY SOUL」
- 桑＆月「Break yourself」（Stroke your mind）
- 松岡玄樹「こころ（想）の道」

## 書籍
- 基礎からのVocal メソッド（デザインエッグ社　2020/6/29発売）
- Hospital〜ゴールのない空間〜（デザインエッグ社　2021/7/19発売）

## ラジオ
- スーパーFMマガジン 中村正人のNORU SORU（1990年4月 - 1992年3月、TOKYO FM系）
- 馬渡松子スペシャル 君は今心臓破り（1992年7月3日、25:00 - 26:30、TOKYO FM系）[9]
- SMILE POWER（1992年12月7日 - 1994年9月26日、月19:00 - 19:30、bayfm）
- 馬渡松子てげてげMAP（1993年10月11日 - 1994年3月21日、月20:30 - 21:00、CBCラジオ）
- GiRL POP SLASH（1994年4月4日 - 1994年9月26日、月24:00 - 24:40、CBCラジオ）
- GO! GO! GiRLPOP（1994年10月3日 - 1995年4月3日、月24:00 - 24:40、CBCラジオ）
- GO! GO! GiRLPOP（1995年4月11日 - 1995年10月3日、火24:00 - 24:40、CBCラジオ）
- LIVE＋「MUSIC DIGる！」（2013年-2015年、水19:00-20:00、FMしろいしWith-s）

## 連載
- てげてげ図鑑（『月刊カドカワ』1993年11月号 - 1994年8月号）
- 馬渡松子のたかが打ち込み されど打ち込み（『WHAT's IN?』1994年1月号 - 3月号 / 『GiRLPOP』Vol.7 - Vol.17）[10]